# Alexander Schmorell
Alexander Schmorell, född 16 september 1917 i Orenburg, Ryssland, död 13 juli 1943 i München, Tyskland, var en tysk student och soldat. Han var medlem av motståndsgruppen Vita rosen.
Schmorell dömdes till döden och avrättades med giljotin för sitt motstånd mot nationalsocialismen.
Den 4 februari 2012 helgonförklarades Alexander Schmorell av Ryska utlandskyrkan.